# تشاك جونز
تشارلز مارتن «تشاك» جونز (بالإنجليزية: Chuck Jones)‏ ولد وتوفي (21 سبتمبر 1912 - 22 فبراير 2002) كان رسام رسوم متحركة، رسام كارتون، كاتب نصوص، منتج، ومخرج أفلام رسوم متحركة أمريكي، من أهم أعماله لووني تونز وميري ميلوديز لمصلحة وارنر براذرز كارتونز، قام بإخراج الكثير من كارتون الرسوم المتحركة الكلاسيكية من بطولة باغز باني، دافي داك، وايل إي. كايوتي ورود رنر، بيبي لا بيو، وشخصيات كارتون وارنر الأخرى.
بعد انتهاء عمله في وارنر براذرز في 1962، بدأ جونز شركة سيب تاور 12 برودكشنز لإنتاج الرسوم المتحركة لشركة إم جي إم، من بينها سلسلة توم آند جيري، وعملا تلفزيونيا متبنى من قصص د. سووس، هاو ذا غرنش ستول كرسماس!. ثم بعد ذلك بدأ شركته الخاصة تشاك جونز برودكشنز، التي أنتجت أعمالا وحيدة خاصة، وبعض الأعمال المتعلقة مع لووني تونز.

## عمله في وارنر براذرز
انضم جونز إلى استوديو ليون شليسنجر برودكشنز، الذي كان ينتج لووني تونز وميري ميلوديز لمصلحة وارنر براذرز، عمل كرسام مساعد في عام 1933، في عام 1935 تمت ترقيته إلى رسام ليعمل مع المخرج الجديد تيكس أيفري، لم تتوفر مساحة للوحدة الجديدة في استوديو شليسنجر الصغير، لذلك انتقل أيفري، جونز، ومعهما الرسامون بوب كلامبيت، فيرجل روس، وسيد سذرلاند إلى مبنى مجاور أطلقوا عليه «تيرمايت تيراس Termite Terrace»، عندما تمت ترقية كلامبيت إلى مخرج في 1937، عين جونز في وحدته، بينما لم يرق إلى مخرج (أو مسؤول Supervisor كما في التسمية السابقة لمخرج الرسوم المتحركة) إلا في عام 1938 عندما غادر فرانك تاشلين الاستوديو، كان أول عمل له ذا نايت واتشمان، الذي قدم قطا صغيرا بريء الملامح والذي أصبح أساسا لشخصية سنفلز الفأر.
معظم عروض جونز منذ توليه الإخراج إلى بدايات الأربعينات كانت ذات رسم بديع، لكن زملاؤه وجدوها تفتقر إلى الدعابة الحقيقية، معظمها ذات حركة بطيئة ومفرطة في البراءة. كانت بدايات عروض جونز محاولة للسير على أسلوب عروض ديزني (وخصوصا ككارتون توم ثومب إن تروبل وعروض سنفلز)، خرج جونز من هذا الأسلوب في كارتون ذا دوفر بويز (1942)، حيث أوضح في مقابلة أن هذا العمل «علمه كيف يكون مرحا»، صنف العمل أيضا كأحد بدايات إنتاج الرسوم المتحركة الأمريكية بطريقة مبسطة (خالية من التكلف في الرسوم)، بعيدة عن الطريقة الأخرى التي ابتدعتها ديزني، في هذه الفترة قدم جونز المزيد من الشخصيات مثل تشارلي دوغ، هوبي وبيرتي، والدببة الثلاثة، التي دخلت في بدايات عروض جونز التي تعد مضحكة.
في فترة الحرب العالمية الثانية، عمل جونز مع ثيودور غيزل المعروف باسم د. سووس، في إنتاج سلسلة برايفت سنافو لمصلحة الجيش الأمريكي، كانت السلسلة كوميدية تثقيفية للجنود الأمريكيين في مواضيع كالجواسيس والتكاسل في العمل. عمل جونز لاحقا مع د. سووس في إنتاجات أخرى أشهرها هاو ذا غرينش ستول كرسماس! (1966).
ازدادت أعمال جونز في أواخر الأربعينات حتى الخمسينات، وقدم عروضا كثيرة بشخصيات جديدة مثل كلاود كات، مارك آنتوني وبوسيفووت، ميتشيغان جاي. فروغ. كما وقدم أشهر الشخصيات المعروفة حتى الآن وايل إي. كايوتي ورود رنر، وبيبي لا بيو، كما وعدت بعض أعماله (والتي اشترك فيها مع مؤلفها مايكل مالتيز) كأفضل رسوم متحركة تم إنتاجها.
كان أعضاء وحدة جونز يعدون مفاتيح نجاح تلك العروض بقدر إبداع جونز نفسه، فهناك المؤلف مايكل مالتيز، فنان الخلفيات ومصمم التخطيط والمخرج المشارك موريس نوبل، الرسام والمخرج المساعد أيب لفيتو، والرسامون كين هاريس وبين واشام.
في عام 1950 بدأ جونز ومالتيز العمل على كارتون رابيت فاير، الذي غير شخصية دافي داك للأبد، فبدلا من الشخصية المجنونة المضحكة التي كان عليها، وضع كشخص متكبر مغرور يريد سرقة الأضواء من باغز باني، أوضح جونز حول أعماله التي جمعت باغز ودافي «باغز هو من نحن نريد أن نكون، دافي هو ما نحن عليه».
بقي جونز في وارنر براذرز طيلة الخمسينات، عدا فترة في عام 1953 عندما أغلقت وحدة الرسوم المتحركة مؤقتا، وخلالها، وجد جونز عملا في ديزني، حيث اشترك مع وارد كيمبال طيلة 4 أشهر في فيلم سليبينغ بيوتي (1959)، بعد إعادة افتتاح قسم الرسوم المتحركة في وارنر براذرز، عاد جونز إليها مع أغلب ممن عملوا في وحدته.
في بدايات الستينات، كتب جونز مع زوجته دورثي نصا لفيلم الرسوم المتحركة غاي بورر-إيي، الذي أنتجته شركة يونايتد بكشرز أوف أميركا UPA، وأخرجه زميله السابق في وارنر براذرز أيب لفيتو، هنا قام جونز بالجمع بين عملين مخالفا لعقده الاحتكاري مع وارنر براذرز، عندما أنهت UPA من إنتاج الفيلم عام 1962 وبدأت باختيار شركة التوزيع، وفع اختيارها على وارنر براذرز، عندما علمت الأخيرة بمشاركة جونز في الفيلم، قامت بطرده، لم يمر وقت على ذلك حتى قام جاك وارنر بإغلاق قسم الرسوم المتحركة.

## جونز وحده
اشترك جونز مع ليس غولدمان، وبدآ فتح استوديو سيب تاور 12 برودكشنز، جالبا معه أغلب من عمل في وحدته في وارنر براذرز، من بينهم موريس نوبل ومايكل مالتيز، في 1963، تعاقدت إم جي إم مع جونز لإنتاج سلسلة جديدة من كارتون توم آند جيري، في 1964، اشترت إم جي إم الاستوديو وغيرت اسمه إلى إم جي إم أنيميشن/فيجوال آرتس. أنتج جونز الفيلم الرسومي القصير ذا دوت آند ذا لاين: أ رومانس إن لاور ماثماتكس، الذي فاز بأوسكار أفضل فيلم رسومي قصير عام 1965، كما وأخرج السلسلة الكلاسيكية ذا بير ذات وازنت.
بعد أن انخفضت شعبية توم آند جيري (قطع إنتاجها عام 1967)، انتقل جونز إلى التلفزيون، وبدأ بإنتاج العروض الخاصة، أشهرها هاو ذا غرنش ستول كرسماس! (1966)، هورتن هيرز أ هو! (1970)، ذا فانتوم توولبووث (1970).
أغلقت إم جي إم قسم الرسوم المتحركة في 1970، ليعود جونز مرة أخرى للعمل وحده، فأنشأ جونز استوديو تشاك جونز برودكشنز الخاص به، الذي قام بإنتاج عروض تلفزيونية لمصلحة هيئة الإذاعة الأمريكية ABC، من بينها ذا كيريوسيتي شوب (1971)، ذا كريكت إن تايمز سكوير (1973)، ذا جنغل بووك: ماوغليز براذرز (1976)، ذا وايت سيلز، ريكي-تيكي-تافي. استأنف جونز العمل مع وارنر براذرز في 1976 في فيلم ذا كارنفال أوف ذي أنيمالز بطولة باغز باني ودافي داك، أنتج جونز أيضا فيلم ذا باغز باني/رود رنر موفي التي جمعت أفضل عروض جونز الكلاسيكية، وأيضا سلسلة جديدة من كارتون رود رنر لمسلسل ذي إلكتريك كومباني، وفيلم باغز بانيز لووني تونز تايلز (1979)، باغز بانيز باستن آوت أوول أوفر (1980).
من عام 1977-1978، كتب جونز ورسم قصصا مصورة باسم كروفرود لمصلحة شيكاغو تريبيون-نيويورك نيوز سنديكايت. في عام 1978، توفيت زوجته دورثي، ليتزوج بعد 3 سنوات ماريان ديرن، كاتبة القصص المصورة ريك أوشاي.

## السنوات اللاحقة
في الثمانينات والتسعينات، كان جونز يقوم بإنتاج الرسوم المتحركة وينتج أعمال التقليد الهزلي، ويبيعها عبر شركة ابنته ليندا جونز إنتربرايزس. كما كان ينتج الكارتون للنشر عبر الإنترنت بشخصيته الجديدة توماس تيمبرووف، كما وظهر بدور صغير في فيلم غريملينز (1984)، وأخرج مشهد باغز باني ودافي داك في فيلم غريملينز 2: ذا نيو باتش (1990)، كما وأخرج مشاهد كارتون في أفلام أخرى مثل ستاي توند (1992) ومسز داوبتفاير (1993). لم يكن جونز معجبا بأسلوب الرسوم المتحركة المعاصر، سيما التي تعرض على التلفزيون مثل إنتاجات هانا-بابيرا، والتي سمى تلك الرسوم المتحركة «الراديو المصور».
شارك جونز في تصميم متحف لندن للصور المتحركة عام 1988، كما ومنح درجة فخرية من قبل جامعة أوغلثورب عام 1993، عمل جونز في السنوات الأخيرة بتقديم المحاضرات والندوات التدريبية للجدد في مجال الرسوم المتحركة، ليعود أسلوبه في الرسوم المتحركة في أفلام متأخرة مثل كاتس دونت دانس، ذا ريب بورسلي شو، ذي أمبيرورز نيو غرووف، وليلو آند ستتش'. مشاركاته في صناعة الأفلام ساهمت في وضع نجمة باسمه في قاعة هوليوود للمشاهير في 7011 Hollywood Blvd.
جونز، الذي رشحت أعماله ثماني مرات وفاز في ثلاثة منها (فور سينت-إيمنتال ريزونز، سو متش فور سو لتل، وذا دوت آند ذا لاين)، نال جائز الأكاديمية الفخرية في 1996 من قبل مجلس أكاديمية الفنون والعلوم السينمائية، على «الإبداع في الرسوم المتحركة الكلاسيكية وشخصياتها التي عاشت تقدم السعادة لأشخاصنا الحقيقية لأكثر من نصف قرن». روبن ويليامز الذي وصف نفسه أنه معجب بأعمال جونز، قدم الجائزة إلى هذا الأخير، واصفا له بأورسون ويلز في عالم الكارتون (أولسون ويلز يعد من أفضل مخرجي الأفلام في التاريخ).
آخر عمل لجونز في كارتون لووني تونز كان فروم هاير تو إيترنتي (1996/1997) بطولة باغز باني ويوسيميتي سام (باغز بصوت غريغ بورسن)، أهدي الكارتون إلى فريز فريلينغ الذي توفى عام 1995، وقبله كان كارتون تشاريوتس أوف فر (1994) آخر عمل له في عروض رود رنر.
جونز، آخر من عاش ممن عمل في «تيرمايت تيراس»، مات بسبب قصور في القلب عام 2002، أحرقت جثته بعد الجنازة وذر رماده في البحر. بعدها، أنتج عمل دافي داك فور بريزدنت المستند إلى كتاب ألفه وبأسلوبه في تصميم الشخصيات، أطلق الفيلم في 2004، متأخرا عن موعده المحدد بأربع سنوات.

## وصلات خارجية
- موقع تشاك جونز
- المتحركة لتشاك جونز من موقع Keyframe - the Animation Resource
- Senses of Cinema: Great Directors Critical Database
- تشاك جونز على موقع IMDb (الإنجليزية)
- تشاك جونز على موقع الموسوعة البريطانية (الإنجليزية)
- تشاك جونز على موقع روتن توميتوز (الإنجليزية)
- تشاك جونز على موقع ألو سيني (الفرنسية)
- تشاك جونز على موقع تيرنر كلاسيك موفيز (الإنجليزية)
- تشاك جونز على موقع أول موفي (الإنجليزية)
- تشاك جونز على موقع قاعدة بيانات برودواي على الإنترنت (الإنجليزية)
- تشاك جونز على موقع قاعدة بيانات الأفلام السويدية (السويدية)
- تشاك جونز على موقع إن إن دي بي (الإنجليزية)
- تشاك جونز على موقع قاعدة بيانات الفيلم (الإنجليزية)
- تقديرا لتشاك جونز
- عروض تشاك جونز الثلاثة (1953-1957) - روجر إلبرت يناقش أفلام جونز الثلاثة في سجلات الأفلام الوطنية بمكتبة الكونغرس
- السيرة الذاتية لتشاك جونز نسخة محفوظة 8 يونيو 2011 على موقع واي باك مشين. كتبها دانييل بريني في موقع ToxicUniverse.com
- قبر تشاك جونز في موقع Find-A-Grave
- السيرة الذاتية لتشاك جونز ولوحاته وصوره في موقع Art Directors Club نسخة محفوظة 27 نوفمبر 2013 على موقع واي باك مشين.